# Chelonistele amplissima
Chelonistele amplissima är en orkidéart som först beskrevs av Oakes Ames och Charles Schweinfurth, och fick sitt nu gällande namn av Cedric Errol Carr. Chelonistele amplissima ingår i släktet Chelonistele och familjen orkidéer. Inga underarter finns listade i Catalogue of Life.